# Pogonomyrmex laticeps
Pogonomyrmex laticeps är en myrart som beskrevs av Santschi 1922. Pogonomyrmex laticeps ingår i släktet Pogonomyrmex och familjen myror. Inga underarter finns listade i Catalogue of Life.

## Bildgalleri

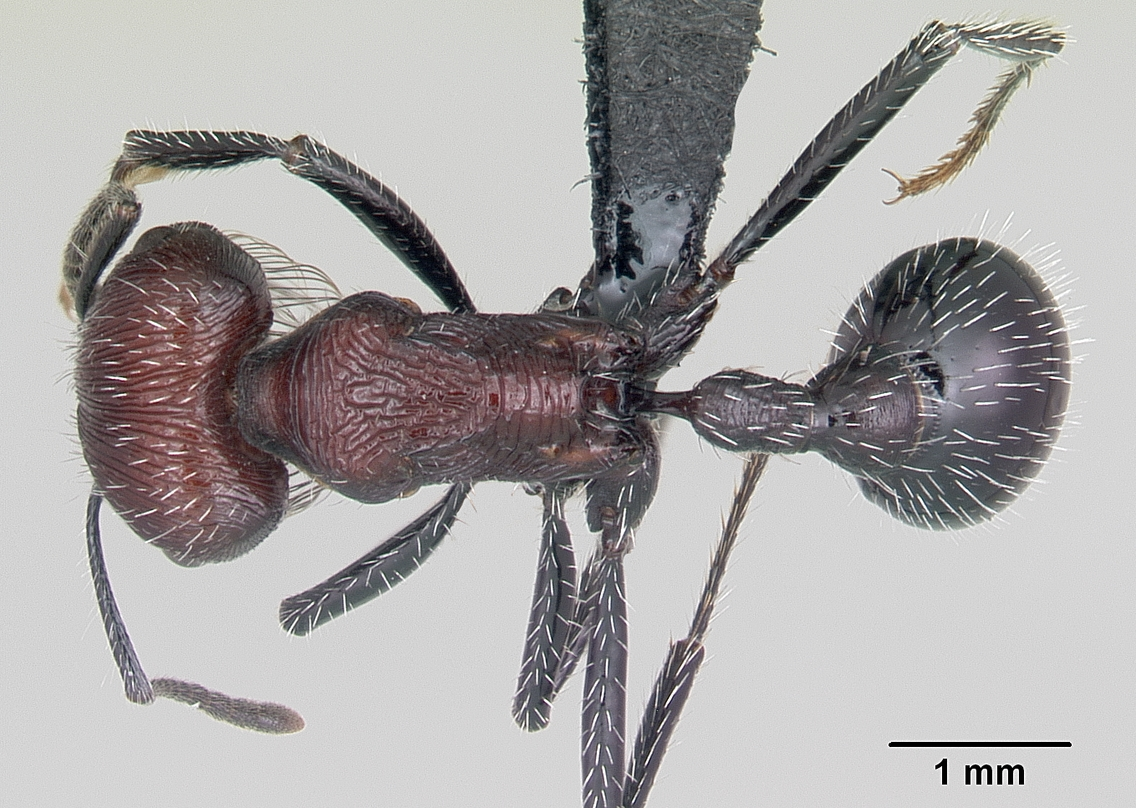
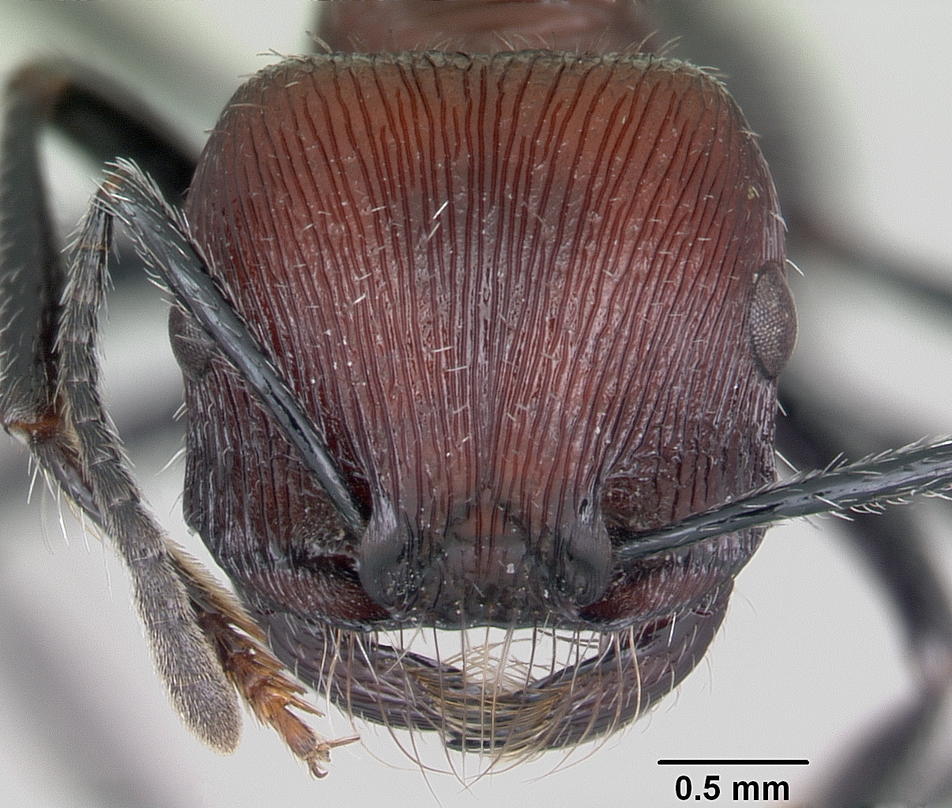
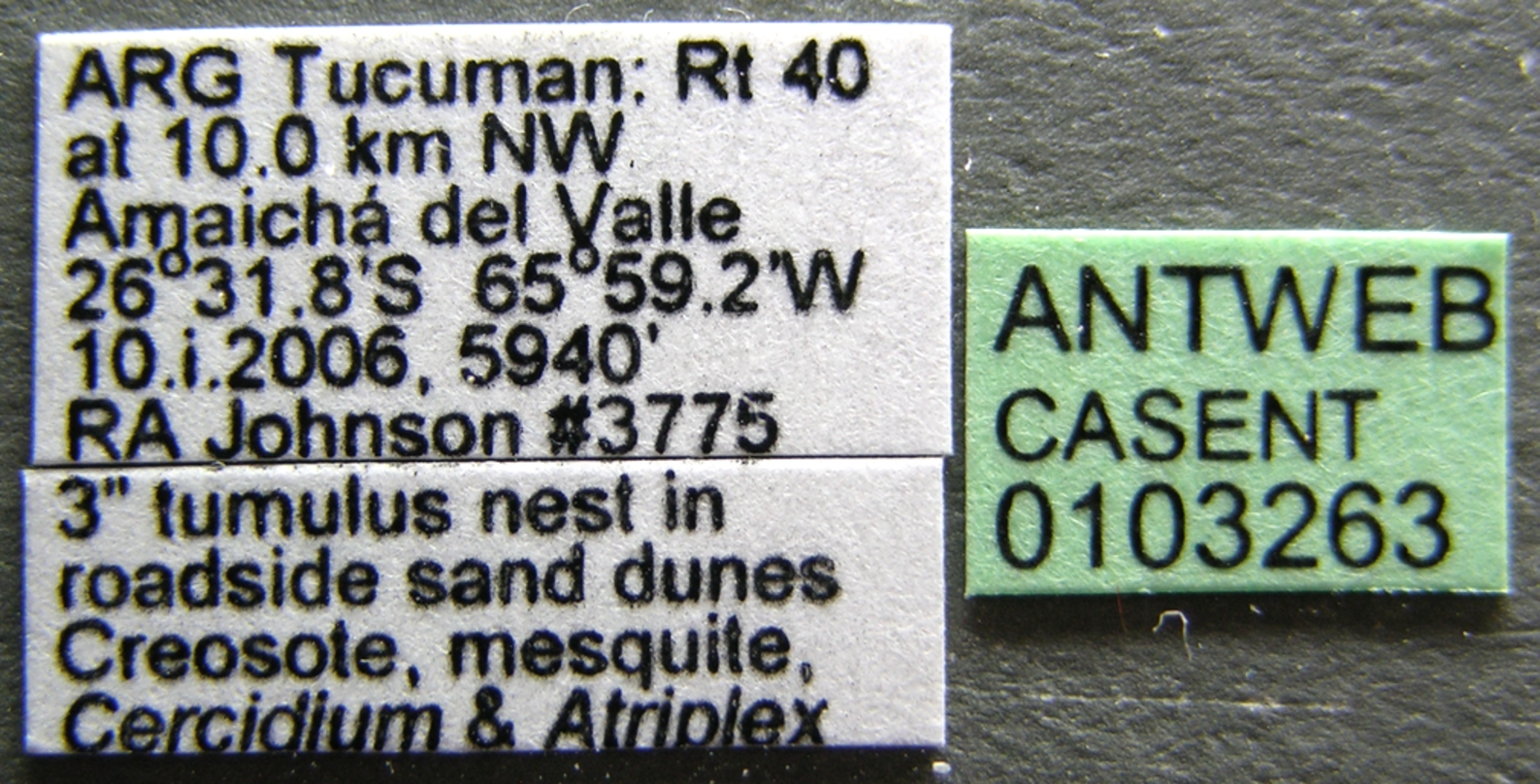
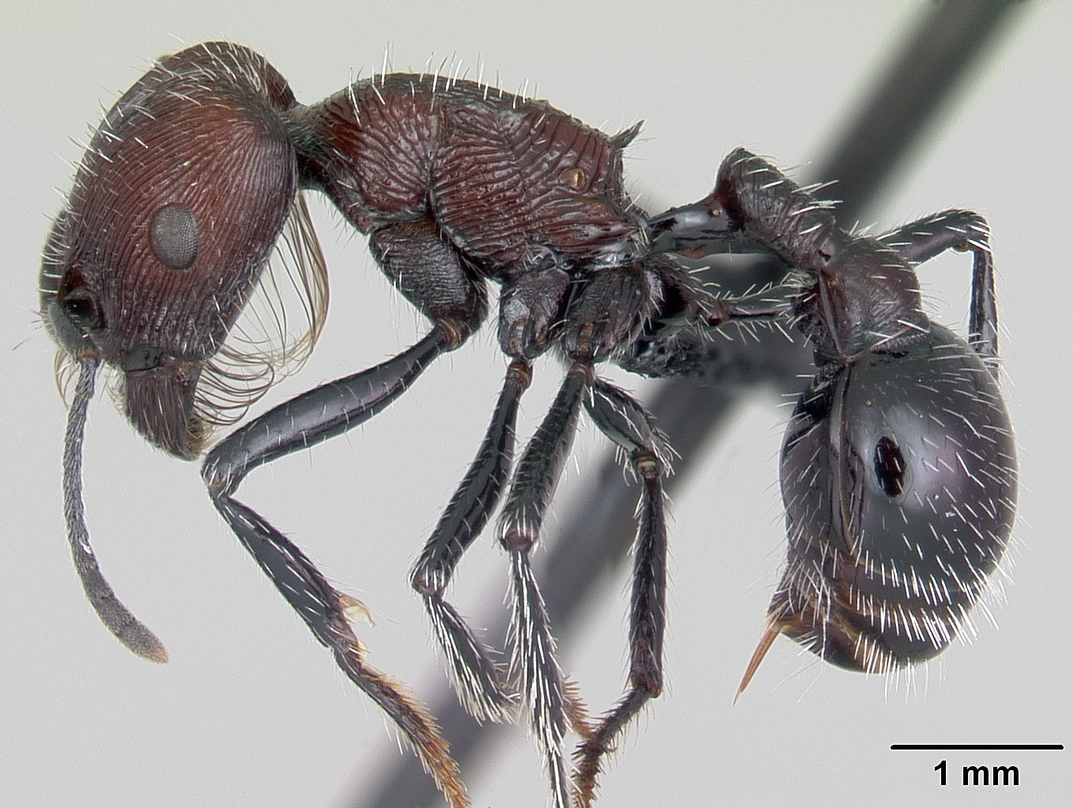